# Städtisches Gymnasium Kreuztal

Ehemaliges Logo des Friedrich-Flick-Gymnasiums

Das Städtische Gymnasium Kreuztal (bis 6. November 2008 Friedrich-Flick-Gymnasium) ist ein Gymnasium in Kreuztal.

## Geschichte

Gebäude des Gymnasiums in der Roonstraße 1969–1974

Das Gymnasium wurde 1969 gegründet. Unter dem Schlagwort der Bildungskatastrophe wurde seit Mitte der 1960er Jahre intensiv für den Besuch des Gymnasiums geworben.
Mittels einer Stiftung (s. u.) wurde ein „neusprachlich-mathematisch-naturwissenschaftliches Gymnasium für Jungen und Mädchen“ gegründet. Schon nach kurzer Zeit übernahm die zum damaligen Zeitpunkt noch junge Stadt Kreuztal diese private Stiftungsschule in ihre Trägerschaft und beließ es „aus Dankbarkeit gegenüber dem Stifter und Ehrenbürger bei dem Namen Friedrich-Flick-Gymnasium“.
Die Stiftungsurkunde lautete: „Ich errichte hierdurch die Dr. Friedrich Flick Stiftung, Gymnasium Kreuztal. Ich übertrage auf die Stiftung einen Betrag von DM 3.000.000,- in Worten: Drei Millionen Deutsche Mark. Die Stiftung ist zweckgebunden und soll der Errichtung, das heißt dem Neubau und der Einrichtung eines neusprachlich-mathematisch-naturwissenschaftlichen Gymnasiums für Jungen und Mädchen der Stadt Kreuztal dienen. Kreuztal, den 20. Dezember 1968, Friedrich Flick“.
Die ersten Klassenräume waren seinerzeit in dem heutigen „Haus der Fraktionen“ in der Kreuztaler Roonstraße untergebracht. 1974 wurde der Neubau am heutigen Standort eingeweiht.

## Namensgebung
Benannt war es von 1969 bis 2008 nach dem in Kreuztal geborenen Industriellen Friedrich Flick (1883–1972), der aus seinen Unternehmen drei Millionen DM zum etwa 7 Millionen teuren Bau des Gymnasiums gespendet hatte, die durch Käufe in seinen Firmen verausgabt werden mussten. Aufgrund der Tatsache, dass Friedrich Flick in dem nach ihm benannten „Flick-Prozess“ im Rahmen der Nürnberger Prozesse am 22. Dezember 1947 wegen Sklavenarbeit, Verschleppung zur Sklavenarbeit, Ausplünderung der besetzten Gebiete und Teilnahme an Verbrechen der SS als Kriegsverbrecher zu sieben Jahren Haft verurteilt wurde, ist der Name der Schule in den vergangenen Jahrzehnten immer wieder bundesweit und sogar im Ausland diskutiert und kritisiert worden. Auch nach seiner Entlassung aus der Haft hat Friedrich Flick es zeit seines Lebens abgelehnt, eine Entschädigung für die ehemaligen Zwangsarbeiter zu zahlen.
Die ursprüngliche Namensgebung erzeugte auf dem besonderen biographischen Hintergrund Friedrich Flicks eine ständige Kritik, die in regelmäßigen Abständen zu sehr intensiven Diskussionen in der regionalen Gesellschaft und Politik anwuchs. In den 1980er Jahren erreichten sie mehrfach besondere Höhepunkte. Es entstand eine Resonanz weit über die Grenzen der Stadt hinaus. Personen wie Lea Rosh und Bernt Engelmann beteiligten sich daran. Die meisten an der Schule unterrichtenden Pädagogen schwiegen oder lehnten wie auch die Schulleitung eine Namensänderung explizit ab. Eine Mehrheit im Rat aus CDU, FDP und Vertretern der SPD (29:16) lehnte noch 1988 ebenfalls ein vor allem außerparlamentarisches Verlangen und einen Antrag der Grünen auf Umbenennung der Schule ab.
Bei einem Besuch von Ignatz Bubis 1994 erklärte dieser, Flick habe versucht, mit seinem Geld seinen Namen reinwaschen zu wollen. Ihm, Bubis, wäre es niemals möglich, seine Tochter auf eine Schule zu schicken, die nach Friedrich Flick benannt sei.
Eine Reportage zur Rolle Flicks im kulturellen Leben der Stadt Kreuztal wurde 2005 mit dem Georg von Holtzbrinck Preis für Wirtschaftspublizistik in der Kategorie Nachwuchs ausgezeichnet. Erst 2007/2008 flammte die Diskussion erneut auf. Einen neuen Impuls brachten in diesem Kontext ehemalige Schüler ein, die im kritischen Rückblick eine Initiative „Flick ist kein Vorbild“ gründeten.
Am 6. November 2008 wurde das Gymnasium vom Rat der Stadt Kreuztal mit 26 zu 12 Stimmen in Städtisches Gymnasium Kreuztal umbenannt. Bis dahin erhielt die Schule jährlich etwa 4000 Euro aus Mitteln der Flick-Stiftung. Ob diese Förderung nach der Umbenennung bestehen bleibt, ist bisher ungeklärt. Nach Angaben des damaligen Kreuztaler Bürgermeisters Rudolf Biermann wollen die Erben Friedrich Flicks keine möglicherweise bestehenden Rückzahlungsansprüche bereits geleisteter Spenden bei der Stadt geltend machen.

## Schüleraustausch und Partnerschaften
Alle zwei Jahre wird für die Klassen 10 und 11 ein Austausch mit dem Lycée Amboise Paré in Laval, Bretagne, durchgeführt. Seit 2003 hat das Gymnasium eine Schulpartnerschaft mit dem deutschsprachigen Lyceum Adam Müller Guttenbrunn in Arad, Rumänien.

## Außerschulische Aktivitäten
Seit 1982 besteht eine Theater-AG, die in der Regel jährlich eine Neuproduktion vorstellt. Darüber hinaus gibt es eine Ruder-AG, die mit drei eigenen Booten auf dem Biggesee durchgeführt wird. Zudem wird für die Jahrgangsstufe 11 jedes Jahr ein Skikurs in Südtirol angeboten.
Die männliche Handball-Schulmannschaft konnte sich bisher drei Mal für das in Berlin stattfindende Bundesfinale des Wettbewerbs Jugend trainiert für Olympia & Paralympics qualifizieren.
Jedes Jahr wird am ersten Werktag nach Weihnachten ein durch den Förderverein der Schule organisiertes schulweites Ehemaligentreffen organisiert.

## Ehemalige Schüler
- Bernhard Schadeberg (* 1965), Unternehmer
- Thilo Schmidt (* 1976), Journalist
- Juliane Sprenger (* 1977),  Leichtathletin
- Johannes Winkel (* 1991), deutscher Politiker (CDU); seit November 2022 Bundesvorsitzender der Jungen Union

## Ehemalige Lehrer
- Uwe Erwin Engelmann (1951–2024), Schriftsteller